# 民兵站
民兵站（羅馬化：Narodnoe Opolchenie）是莫斯科地鐵大環線的一個車站，2021年4月1日啟用。

## 命名
大環線興建期間，站名為民兵街站，以鄰近同名街道命名。2020年3月至5月期間，站名在設計文件中改名為姆尼奧夫尼基站，而現有的姆尼奧夫尼基站則改名捷列霍沃站。2020年11月計劃改名為「卡拉米謝沃站」，12月8日莫斯科市長謝爾蓋·謝苗諾維奇·蘇比雅寧簽署法令確定站名。此舉為方便指向而行，因為7號線的十月平原站已經位於民兵街上。卡拉米謝沃一名來自1941年莫斯科戰役期間建造的卡拉米謝沃防線，並由民兵第三共產分部負責防衛。防線以卡拉米謝沃村命名，位於此地，後來併入莫斯科。
2021年3月23日，「活躍公民」網站啟動了投票決定更名。55%的投票人選擇民兵，36%的投票人選擇卡拉米謝沃。